# Okęcie II
Okęcie II – osiedle mieszkaniowe znajdujące się w Warszawie przy ulicy Flisa, w dzielnicy Włochy.

## Położenie i charakterystyka
Osiedle znajduje się w dzielnicy Włochy, na obszarze Miejskiego Systemu Informacji Raków. Zostało wzniesione w latach 1952–1953. Składa się trzech budynków mieszkalnych wielorodzinnych położonych pod adresami ul. Marcina Flisa 7, 9 i 11. Mają one po trzy lub cztery kondygnacje, wzniesione zostały z cegieł, bez wykorzystania konstrukcji szkieletowej. Zespół składa się z jednego budynku podłużnego (ul. Flisa 9, kubatura 8000 m³) i dwóch mniejszych punktowców (ul. Flisa 7 i 11, kubatura po 3000 m³).
Budynki zostały zaprojektowane przez przedsiębiorstwo „Miastoprojekt Stolica” – Pracownia Architektoniczna, którym kierował Bolesław Szmidt. Na czele zespołu architektów odpowiedzialnych za zaplanowanie budynków stał Gustaw Kozik. Wśród współpracowników był inż. arch. Czarnecki.
Nazwa nawiązuje do nazwy osiedla Okęcie I (Okęcie Lotnisko), wznoszonego od 1952 roku między ulicami Franciszka Hynka, Żwirki i Wigury i Komitetu Obrony Robotników, zaprojektowanego przez Zdzisława Forkasiewicza, Jerzego Baumillera i Jana Zdanowicza.
W 2010 roku miał miejsce pożar dachu budynku przy ul. Flisa 9; w jego wyniku konieczne stało się obniżenie budynku o jedną kondygnację.

## Niezrealizowane plany
Istniejąca zabudowa osiedla jest częścią o wiele większego założenia, które nie zostało w całości zrealizowane. Pierwotnie zaplanowano je na 24 hektarach pomiędzy aleją Krakowską a ulicami Łopuszańską, Flisa i Krakowiaków. Miało służyć pracownikom pobliskich zakładów przemysłowych. Zaprojektowano je dla 5600 mieszkańców. Miało obejmować 1433 mieszkania w niskich, trzy- lub czterokondygnacyjnych blokach zgrupowanych w zespoły po sześć – dwa podłużne i cztery punktowce, które tworzyć łącznie miały mały wewnętrzny dziedziniec. Połowa takiego jednego zestawu finalnie powstała. Zabudowie towarzyszyć miały sklepy, apteka, poczta, restauracje, a także boiska, place zabaw, dom kultury, kino, dwa przedszkola i żłobek. Łączna kubatura zabudowy miała wynieść 356 tys. m³.
Budynkom towarzyszyć miała też bujna zieleń. Powstać miał plac centralny z basenami i fontannami otoczony dwiema jezdniami głównej ulicy osiedla. Architektura miała odzwierciedlać tradycyjne polskie motywy z płaskorzeźbami na gzymsach, ceglanym oblicowaniem i portykami. Dachy miała pokrywać kolorowa dachówka. Zdobienia nie zostały jednak zrealizowane, a dachy w istniejącej zabudowie pokryto papą.
Plany zostały zarzucone, a na terenie powstały domy jednorodzinne i zakłady przemysłowe.